# Hussein Mohamed Farrah
Hussein Mohamed Farrah (som: Xuseen Maxamed Faarax; ara: حسين محمد فرح‎) (Beledweyne, Somalija, 16. kolovoza 1962.) je bivši 6. somalski predsjednik te veteran američkog marinskog korpusa. Sin je somalskog generala i predsjednika Mohameda Farraha Aidida.

## Biografija
Hussein Farrah je sin somalskog diktatora Mohameda Farraha Aidid a poznat je i kao Hussein Mohamed Farrah Aidid, Hussein Aidid ili Aidid Junior. U dobi od 17 godina emigrirao je u SAD gdje je u Kaliforniji pohađao Covina High School. Maturirao je 1981.

## Služba u marinskom korpusu
Farrah se u travnju 1987. pridružio američkom marinskom korpusu. Bio je stacioniran u rezervnoj marinskoj bazi u kalifornijskoj Pico Riveri kao topnik B baterije 14. marinske pukovnije. S marincima je služio u Somaliji tokom operacije Vraćanje nade jer je bio jedini pripadnik marinskog korpusa koji je govorio somalskim jezikom. Također, služio je i u operaciji Pustinjska oluja te je dva puta nagrađivan medaljama marinskog korpusa i oružanih snaga.
U SAD-u je postao naturalizirani državljanin te je politički bio opredijeljen Republikanskoj stranci.

## Somalska nacionalna alijansa
Kada je imao 30 godina, Husseina Farraha je klan Habar Gidir proglasio nasljednikom svojeg oca te se on vratio u Somaliju. Ubrzo nakon očeve smrti, Hussein je 2. kolovoza 1996. položio svečanu prisegu kao privremeni predsjednik te je postao vođa Somalske nacionalne alijanse. Bila je to ista ona frakcija koju je njegov otac vodio u borbama protiv američke vojske. Zapadni svijet ga je smatrao čovjekom koji može poboljšati odnose između Zapada i Somalije.
1. rujna 1996. Hussein Farrah se po prvi puta sastao s predstavnicima UN-a s kojima je razgovarao o pitanima ostavštine njegova oca. Tim sastankom trebao se riješiti povratak UN-ovih humanitaraca i nastavak pružanja humanitarne pomoći. Na sastanku su obuhvaćena sljedeća pitanja:
- rezolucija o prijetnji i incidentima prema osoblju WHO-a i UNICEF-a (ironično o svemu tome je da je 2. rujna otet pripadnik WHO-a te ga se držalo zatočenim do 6. rujna kada je plaćena otkupnina od 2.000 USD);
- pljačka WHO-ove humanitarne pomoći i
- pljačka UN-ove humanitarne pomoći i opreme u mjestu Baidoa 1995. godine.

17. prosinca 1996. protivnički gospodar rata Ali Mahdi Mohamed je napao Husseinov stožer, a nakon pet dana borbi rezultat svega bilo je 135 poginulih u Mogadišuu.
Aidid je svoju ostavku podnio 22. prosinca 1997. u Kairu tokom mirovnog procesa između vodstva Salbalara i Soodare grupe.
30. ožujka 1998. Ali Mahdi Mohamed i Hussein Aidid su formirali mirovni plan kojim su podijelili moći u somalskoj prijestolnici okončavši tako period od sedam godina borbe koja je počela još od izbacivanja predsjednika Siada Barre s vlasti.
23. veljače 1999. oružane snage odane Aididu ubile su 60 civila u mjestima Baidoa i Daynunay.

## Somalsko vijeće za pomirenje i obnovu
Hussein Aidid je kasnije odbio priznati novu Prijelaznu saveznu Vladu optužujući ju da je "utočište za militantne islamske simpatizere". Zbog toga je početkom 2001. osnovao vlastito Somalsko vijeće za pomirenje i obnovu.
Krajem 2001. obavijestio je tadašnjeg američkog predsjednika Georgea W. Busha na poveznicu između somalske telekomunikacijske tvrtke Al Barakaat i transfernog novca "s teroristima te da su teroristi u Somaliji simpatizeri Osame bin Ladena". Također, upozorio je na "militantne islamiste u Pakistanu koji su aktivni u Mogadišuu i drugim somalskim gradovima te imaju jake veze sa skupinom Al-Itihaad al-Islamiya".
Hussein Mohamed Farrah Aidid je kasnije u Somaliji obnašao sljedeće političke dužnosti:
- zamjenik premijera (2005. – 13. svibnja 2007.),
- ministar unutarnjih poslova (2005. – 7. veljače 2007.) i
- ministar javnih radova i stanovanja (7. veljače 2007. - prosinac 2008.)

Tokom svoje političke karijere, Hussein Aidid je predao 3.500 nagaznih mina neprefitnoj organizaciji Geneva Call. U sklopu toga dogovorio se s vođama drugih frakcija o zaustavljanju ukopavanja nagaznih mina kako bi se održale godine mirnog razdoblja nakon prekida građanskog rata.

## Vanjske poveznice
- Analysis: Somalia's powerbrokers
- From Marine to warlord: The strange journey of Hussein Farrah Aidid